# Ellen: The Ellen Pakkies Story
Ellen: The Ellen Pakkies Story es una película dramática sudafricana, dirigida por Daryne Joshua. 

## Sinopsis
Basada en hechos reales, la película cuenta la historia de la mala relación entre una mujer y su hijo, adicto a las drogas. También narra el itinerario de los hechos que llevaron al asesinato de su hijo, así como el proceso legal que siguió a continuación.

## Elenco
- Jill Levenberg como Ellen
- Jarrid Geduld como Abie
- Elton Landrew
- Clint Brink
- Ilse Klink

## Producción
El director de la película, Daryne Joshua, declaró que no quería aceptar el papel considerando la sensibilidad de la historia. Pero después de un encuentro personal con Ellen Pakkies (la persona real en la que se basó el personaje principal), decidió seguir adelante con el proyecto.

## Lanzamiento
Se estrenó en Sudáfrica el 7 de septiembre de 2018.

## Recepción
En su revisión, Peter Feldman para The Citizen elogió a los personajes principales, así como el guion y producción. Al describirla como una de las mejores películas de Sudáfrica en los últimos tiempos, obtuvo una calificación general de 4/5. Del mismo modo, DRM.am le otorgó cuatro estrellas, y muchos de sus elogios se dirigieron al mensaje subyacente de la película, citando que la película es "... un recordatorio constante de lo fácil que es juzgar a alguien sin conocer realmente las razones detrás de los hechos". Giles Grifin para Life Righting Collective relató a partir del tema de la película cómo la sociedad no ha logrado proteger adecuadamente a las personas que viven con adictos o incluso a los adictos mismos. Daily Maverick sugirió que la ejecución de la película fue tan especial que debería celebrarse incluso fuera de Sudáfrica. Recibió una calificación excelente de 8/10 de Spling Movies, que aplaudió la "banda sonora, honestidad pura y drama confesional" de la película. También fue aclamada por el mensaje de responsabilidad social y fue recomendada como modelo para otras películas.

### Reconocimientos
La película se proyectó en el Festival Internacional de Cine de Róterdam, así como en el Festival Internacional de Cine de Seattle. Ganó tres premios, incluida la categoría de mejor actriz, mejor actor y mejor guionista en kykNET Silwerskerm Festival.